# Avatjinskaja Sopka
Avatjinskaja Sopka (ryska: Авачинская сопка), även kallad Avatja och Avatjinskijvulkanen, är en aktiv stratovulkan i södra delen av Kamtjatkahalvön, Ryssland. Vulkanen ligger inom synhåll från Kamtjatka krajs huvudort Petropavlovsk-Kamtjatskij. 
Vulkanen har haft minst 16 registrerade utbrott. Utbrotten har oftast varit explosiva, med pyroklastiska flöden och laharer som ofta gått åt sydväst. Det senaste stora utbrottet inträffade 1945, vilket var av styrka 4 på VEI-skalan. Sedan dess har Avatjinskaja Sopka haft mindre utbrott 1991 och 2001.

## Geologisk historia
Avatjinskaja Sopka är belägen på Eldringen runt Stilla Havet, på en punkt där Stillahavsplattan glider in under Eurasiska kontinentalplattan med en hastighet av ungefär 80 mm per år. En kil av mantelmaterial som finns mellan den neddykande Stillahavsplattan och Eurasiska kontinentalplattan är källan till den dynamiska vulkanism som förekommer på hela Kamtjatkahalvön.

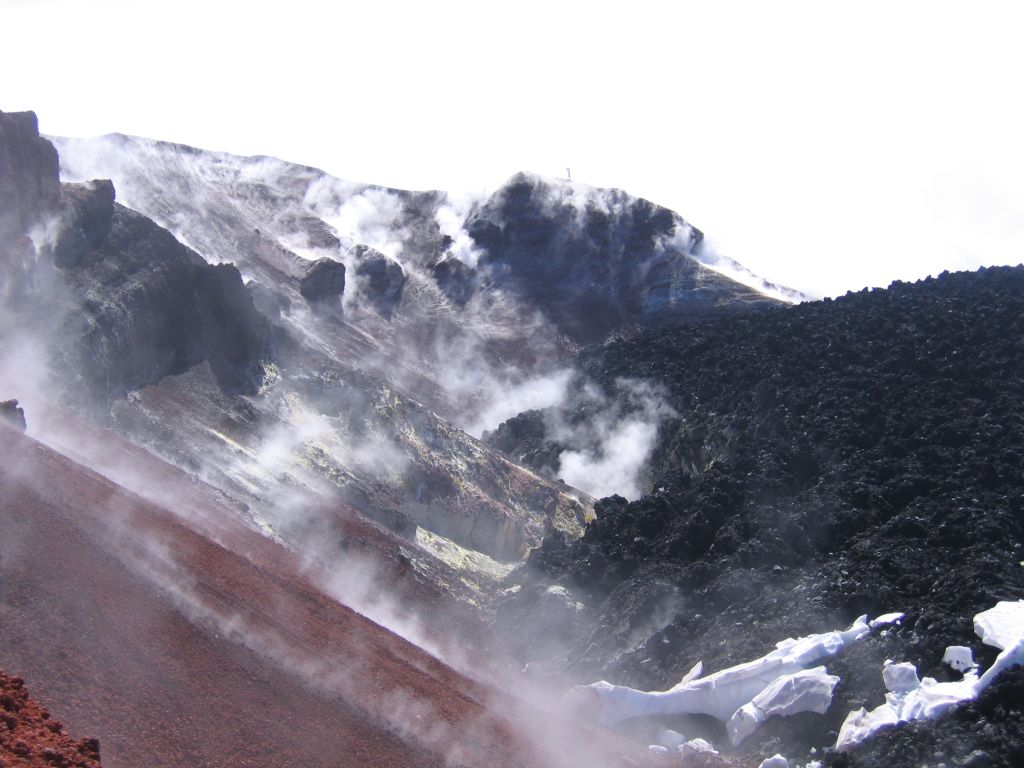
Avatjinskaja Sopkas krater.

Vulkanen är en av de mest aktiva på Kamtjatka, och den började sina utbrott under mellersta till sena Pleistocen. Avatjinskaja Sopka har en hästskoformad caldera som bildades för 30 000–40 000 år sedan i ett stort jordskred som täckte ett område på 500 km2 söder om vulkanen.